# 熱帶低氣壓克里辛 (2017年)
熱帶低氣壓克里辛（英語：Tropical Depression Crising）是一場強度較弱的熱帶氣旋，於2017年4月在菲律宾中部引發水災和山泥傾瀉。4月13日，克里辛在帛琉附近生成為一熱帶低氣壓。該系統向西北偏西移動，於4月15日吹襲薩馬島。隨後，系統橫越米沙鄢群島並於翌日進入南海。4月17日，克里辛轉向東北偏北移動。受乾空氣和风切变影響，克里辛只能略為加強。環境條件很快便轉差，克里辛於4月19日減弱為低壓區。其殘留繼續向東北移動，並於翌日在臺灣東南方消散。
儘管克里辛在橫越菲律賓時強度較弱，但它仍然為該區帶來強降雨並引發水災和山泥傾瀉。航班和水路交通被取消，導致數千人滯留。宿霧省是受災最嚴重的省份，大多數死亡事件均發生在當地。該省有十個市或鎮被淹沒。有報導指在宿霧省觀察到龍捲風，但當局無法證實。在菲律賓，有十人因風暴而喪生，經濟損失達$170萬（2017年美元）。

## 氣象歷史
4月13日凌晨，日本氣象廳留意到一熱帶低氣壓在帛琉附近形成。一個清晰的中心被對流包裹，這促使聯合颱風警報中心於當天稍後向該系統發出熱帶氣旋形成警報。儘管受惠於良好的極向外流和低风切变等有利條件，但系統頗為靠近陸地，未有明顯發展。翌日，聯合颱風警報中心將該系統升級為熱帶低氣壓，並給予編號02W。與此同時，菲律賓大氣地球物理和天文服務管理局開始追蹤該系統，並給予當地名稱克里辛（Crising）。風暴受中低層高壓脊影響向西北偏西移動，逼近菲律宾東部。菲律賓標準時間4月15日晚上6時30分（协调世界时上午10時30分），克里辛在東薩馬省埃爾納尼登陸。菲律賓大氣地球物理和天文服務管理局在克里辛登陸數小時後將其降級為低壓區，聯合颱風警報中心也對該系統發出最後警告。然而，在季後分析中，聯合颱風警報中心表示當時克里辛仍是一低壓區。
翌日，克里辛的殘留移入南海。4月17日，深層對流在中心爆發，但很快就因來自低空低壓槽的風切變和乾空氣而減弱。由於該低壓槽的影響，系統開始轉向東北偏北。因為克里辛不再對菲律賓帶來任何直接影響，菲律賓大氣地球物理和天文服務管理局於當天不再對其進行監測。4月18日清晨，由於系統的中心變得清晰可見且其東側爆發深層對流，聯合颱風警報中心再次將其升級為熱帶低氣壓。儘管持續受風切變影響，但良好的極向外流抵消風切變的影響，使克里辛重新發展。然而，克里辛重新發展的持續時間較短，因為風切變很快就增強。4月19日，儘管中心東側爆發一些對流，但中心被拉長且完全外露。當天稍後，聯合颱風警報中心將其降級為低壓區。其殘留繼續向東北移動並穿過吕宋海峡。翌日，它於臺灣東南方消散。

## 防災措施及影響

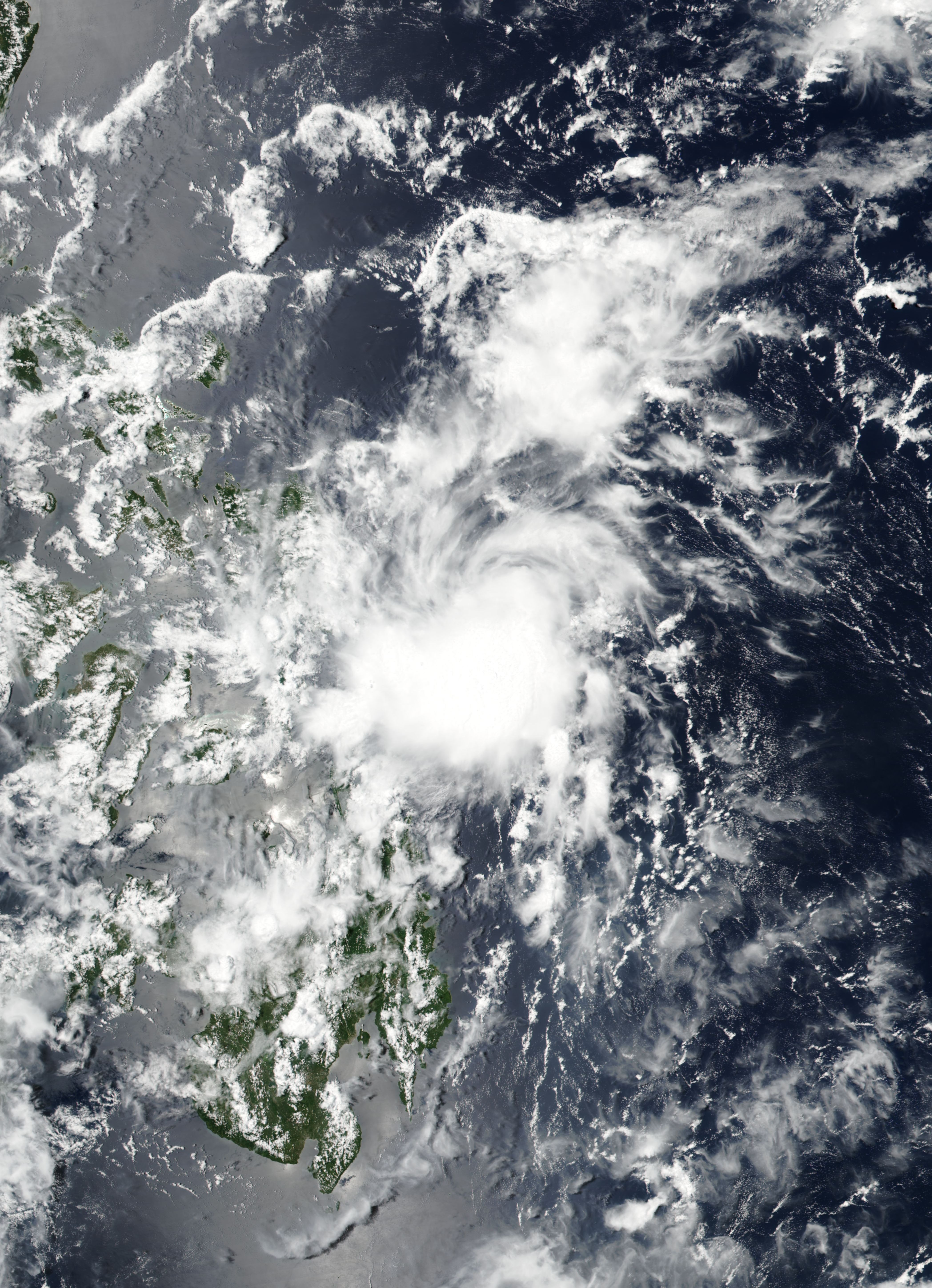
4月15日，即將在薩馬島登陸的熱帶低氣壓克里辛

4月14日，在達到熱帶低氣壓標準後不久，菲律賓大氣地球物理和天文服務管理局向薩馬島和萊特島北部發出一號風暴信號。當天稍後，隨著風暴逼近，一號風暴信號延伸至比利兰省、索索貢省、阿尔拜省、卡坦端内斯省和馬斯巴特省，包括蒂考島和布里亞斯島。4月15日，一號風暴信號進一步延伸至朗布隆省、班乃岛、宿霧省北部和西內格羅省北部。在克里辛減弱為低壓區後，所有風暴信號均已解除。
由於預計克里辛將帶來強降雨，並可能引發水災和山泥傾瀉，因此身處米沙鄢群島和呂宋南部的遊客被敦促提早離開或取消行程。水路交通可能受影響並打亂他們的行程。此外，海灘上的人們亦應小心海浪。由於海浪過大，水路交通被取消，全國共有4,525人滯留。宿霧太平洋航空兩班國內航班因惡劣天氣而取消。克里辛帶來的暴雨襲擊宿霧省。宿霧市的降雨量達到82.3毫米，幾乎是四月平均降雨量的兩倍。該市據報發生三宗泥石流，而據報塔里薩伊市和索戈德發生小型山泥傾瀉。降雨還導致該省發生水災，造成九人死亡。大部分死亡事件發生在卡門，因為該鎮被1.8米深的洪水淹沒。300人被迫撤離。宿霧省有十個市或鎮被洪水淹沒。全省共有19人受傷。839棟房屋受損，其中56棟被摧毀。當地居民報告指該省受龍捲風吹襲，但菲律賓大氣地球物理和天文服務管理局無法證實上述消息。據報該省報告的損失達8,480萬菲律賓披索（170萬美元）。萊特省布勞恩還有一人因觸電死亡。共有8,916人受到克里辛影響。

## 善後
4月17日，由於水災對卡門造成大範圍破壞，並造成大量人員死亡，該鎮政府宣布進入災難狀態。宿霧省委員會一名成員敦促省政府調查卡門出現多人死亡的原因，而初步報告指，河邊的新建築物可能是原因之一。由於所有風暴信號在克里辛減弱為低壓區後均被取消，因此當地並無進行預防性撤離。人們批評，指將克里辛降級為低壓區在科學上可能是正確的，但使居民的警覺性有所削弱，並沒有對克里辛採取足夠的預防措施。這或許是導致宿霧省出現多人死亡的另一個原因。
200戶因水災而流離失所的家庭獲得十頂帳篷作為避難所。受水災影響的人們收到食物包裹。卡門鎮政府撥出600萬菲律賓披索（12.1萬美元）用作救災，死難者家屬獲得救援物資和1萬菲律賓披索作為安葬費。社會福利和發展部為受克里辛影響的人們撥款10.4億菲律賓比索（2,100萬美元）和提供351,779個食品包。

## 外部連結
- 聯合颱風警報中心有關第二號熱帶低氣壓的最佳路徑數據 （英語）
- 美國海軍研究實驗室有關02W.TWO （英語）